# Pokoli torony
A Pokoli torony (The Towering Inferno) 1974-ben készült színes, amerikai katasztrófafilm.
Az 1970-es évek egyik legsikeresebb alkotása Irwin Allen producer nevéhez fűződik, aki John Guillermin mellett a rendezésben is részt vett. A forgatókönyv két amerikai bestseller kombinálásával készült, melyeket eredetileg külön-külön szeretett volna megfilmesíteni a 20th Century Fox és a Warner Bros., de végül úgy döntöttek, hogy társulnak egy nagyszabású, közös produkció érdekében. A szereposztás minden idők egyik legnagyobb sztárparádéja, melyben a korábbi évtizedek csillagai szerepeltek együtt az aktuális mozi- és tévés sztárokkal. A filmet 8 Oscar-díjra jelölték, ebből hármat kapott meg. Állítólag a Pokoli torony volt az első hollywoodi szuperprodukció, melynek forgatási kulisszatitkaiba már a premier időszakában beavatták a közönséget. A filmet az alkotók a tűzoltóknak ajánlották, „akik életüket áldozzák azért, hogy mások élhessenek.” Magyarországon eredetileg Tűzvész az üvegtoronyban címmel tervezték a bemutatót, de végül az eredeti cím alapján a Pokoli torony mellett döntöttek.
Bár a film cselekménye fikcióra épül és a filmben látott hasonló tűzvész korábban nem volt, viszont negyvenhárom évvel a film bemutatója után sor került egy valós tragédiára, amely csaknem pontosan megfelelt a Pokoli torony-ban bemutatottnak. 2017. június 14-én London nyugati felében gyulladt ki a több mint 67 méter magas Grenfell toronyház, amely teljesen kiégett. A házban közel 400 ember tartózkodott, többnyire ottlakók. Közülük 72-en meghaltak, 74-en megsebesültek, a többinek sikerült kimenekülnie. A tűz oka itt is elektromos hiba volt, s a tűz terjedését nagyban segítette az épület gyúlékony burkolata. A keletkezett kárt többen 1 milliárd angol font körülire becsülték és a tűz utóhatásaként rengetegen szenvedtek súlyos egészségkárosodást, amely évekkel később bekövetkezett halálesetekhez járult hozzá az oltáson dolgozó tűzoltók és a túlélők részéről.

## A cselekmény
|  | Alább a cselekmény részletei következnek! |

San Franciscóban a világ legmagasabb felhőkarcolójának átadására készülnek. Az eseményre természetesen az építész, Doug Roberts is megérkezik, aki az irodájában találkozik barátnőjével, az újságíró Susannel. A pásztoróra kellemes élményét a nő bejelentése árnyékolja be: felajánlottak számára egy nagy előrelépést jelentő állást, ami a városhoz kötné, szemben a férfival, aki a továbbiakban már egész máshol szeretne élni. A probléma megbeszélését azonban elhalasztják, mert Robertset egy kisebb üzemzavar miatt a torony vezérlőtermébe hívják. Kiderül, hogy a hibát az egyik vezeték túlmelegedése okozta, mivel a jelek szerint a kivitelezéskor nem a Roberts által előírt vastagságú vezetéket használták. Az építész feldúlva viharzik be a vállalkozó, James Duncan irodájába. Duncan kisebbíteni akarja a problémát, nem hiszi el, hogy a nem megfelelő szigetelés akár az egész üvegtoronyban tüzet okozhat. Fogalmuk sincs, hogy amiről beszélnek, az már tulajdonképpen bekövetkezett: a 81. emelet egy eldugott raktárhelyiségében egy zárlatos kábel valóban tüzet okozott. Roberts felkeresi Duncan vejét, Roger Simmonst, aki a kivitelezésért felelős. Kérdőre vonja a férfit, aki azt válaszolja, hogy neki nem volt kötelessége betartania Roberts előírásait, és egyébként is Duncan utasította a költségek lefaragására.
Közben nem csak az építkezés résztvevői készülődnek az esti ünnepségre. Egy kisstílű szélhámos, Harlee Claiborne számára a party ragyogó alkalom arra, hogy hamis részvényekkel megkopasszon egy hiszékeny hölgyet. Kiszemeltje a korosodó, de még vonzó Lisolette Mueller, aki boldog, hogy lesz lovagja a fogadáson. A megnyitó ünnepség hatalmas felhajtással zajlik. Maga a polgármester és felesége avatja fel az épületet. A szalag átvágása után kigyúlnak a fények, és a 138 emeletes felhőkarcoló mint egy hatalmas arany oszlop magasodik a sötétben. A vendégek ezután a panorámaliften a 135. emeletre utaznak, miközben megcsodálják az eléjük táruló esti városképet.
Dan Bigelow nem tart a prominens vendégekkel: visszatér az irodájába, kikapcsoltatja a telefont, és behívatja egyik titkárnőjét, Lorrie-t. Valójában a külvilágnak szóló színjátékról van szó: esze ágában sincs diktálnia a nőnek, aki a titkos szeretője, csupán szeretnének titokban együtt lenni egy ideig.
A 135. emelet báltermében megkezdődött a fogadás. Duncan tudja, kit hogyan kell levenni a lábáról. Gary Parker szenátort például egy ritka évjáratú borral kínálja: egy ládával szerzett a politikus számára a nemes nedűből. Roberts nincs jelen: a lelkiismeretes férfi mindent ellenőrizni akar, hogy megelőzze a nagyobb bajt. Azonban mindenhol a vezetékek túlmelegedését tapasztalja. Hogy csökkentse a terhelést, saját felelősségére utasítást ad a nélkülözhető fények kikapcsolására. Az egyik szakember a biztonsági kamerán meglátja, amint a 81. emelet egyik helyiségének ajtaja alól füst szivárog ki. Roberts és barátja, Will Giddings azonnal odasietnek. Időközben az emelet biztonsági őrei is észlelik a vészjelzést, és elindulnak megkeresni annak forrását. Egyikőjük miután megtalálta, gyanútlanul ki akarja nyitni a raktárhelyiség ajtaját: ekkor érnek oda az építészék. Giddings félrelöki az őrt az ajtóból, és emiatt a kicsapódó lángok őt gyújtják meg. Mire el tudják oltani, addigra a férfi súlyosan összeég. Roberts azonnal felhívja Duncant. A vállalkozó sajnálkozását fejezi ki a baleset miatt, ugyanakkor elutasítja, hogy holmi raktártűz miatt, melyet az időközben riasztott tűzoltók úgyis eloltanak, félbeszakítsa a partyt, és a földszintre küldje a vendégeket.

A tűz egyik, már menthetetlen áldozata

A kiérkező tűzoltók – élükön O’Hallorhan parancsnokkal – energikusan és határozottan látnak munkához. O’Hallorhantől megtudjuk, hogy a tűzoltók rémálma egy ilyen felhőkarcoló, amelyben csupán az első néhány emeletig lehet biztonságosan oltani. Roberts arra kéri őt, hogy személyesen próbálja meggyőzni Duncant arról, hogy a tűz miatt szakítsák félbe az ünnepséget. A parancsnok nem teketóriázik. A bálteremben közli Duncannel, hogy amennyiben nem intézkedik, ő maga ad utasítást a party félbeszakítására. Ez hat: Duncan leállítja a zenekart, és bejelenti, hogy egy kisebb tűz miatt mindenkinek le kell mennie a földszintre, ugyanakkor biztos abban, hogy a vacsorát már a bálteremben fogják felszolgálni. Hiába próbálja megnyugtatni a jelenlevőket, hogy aggodalomra semmi ok, az emberek megrohanják a lifteket. A tumultusban Lisolette elszakad Harlee-től, és az első turnusban elhagyja a báltermet. A raktárhelyiségből kiszabadult tűz megállíthatatlanul terjed felfelé, immár kisebb robbanásokat is okozva. A tűz a lifteket is veszélyezteti, ezért O’Hallorhan Roberts útján haladéktalanul üzenetet küld Duncannek, hogy ne használják a lifteket. A helyzet súlyosbodása miatt Duncan már korábban felelősségre vonta a vejét, aki most útját állja, hogy számon kérje apósa kemény szavait. Az elvesztegetett idő miatt Duncannek nincs elegendő ideje arra, hogy a vendégeknek megmagyarázza, miért nem szabad használni a továbbiakban a liftet. Amint az visszatér a 135. emeletre, azonnal emberek özönlenek a fülkéjébe. Duncan hiába próbálja visszahívni az emeletre, a gombok nem reagálnak. A tragédia rövidesen bekövetkezik: a tűz miatt a lift elakad, az automatikusan feltáruló ajtón keresztül a tűz beüt a fülkébe, amely valóságos kemencévé változik és a benne levő emberek élve elégnek. A lift visszamegy a 135. emeletre: csupán egyvalaki lép ki a fülkéből, lángoló testtel, de 1-2 lépés után ő is összeesik. A vendégek döbbenten nézik a rettenetes látványt, Duncan most kezdi megérteni, micsoda hibát követett el, és mekkora felelősség terheli a történtek miatt.

A menekülés egyik útja (Paul Newman, William Holden és Susan Blakely)

Néhány szinttel alattuk Dan távozni készül szeretőjétől, hiszen neki is muszáj megjelennie a partyn. Búcsúzkodás közben Lorrie érzékeny orra füstöt szimatol. Arra gyanakszik, hogy Dan égve hagyta a cigarettáját, ám kiderül, hogy sokkal komolyabb problémáról van szó. A férfi irodájának ajtaján túl már tombol a tűz. Lorrie megnyugtatására Dan úgy tesz, mintha telefonon segítséget hívna. Erre valójában semmi esélyük: a férfi kikapcsoltatta a telefont, senki nem tudja, hogy ott vannak. Végül rászánja magát, hogy segítségért menjen. Vizes törülközőt tesz a fejére, és némi megtorpanás után a lángok közé fut. Nincs szerencséje: a hőségben és füstben nem tud tájékozódni, ruházata meggyullad, megbotlik, és végül fadarabként esik a lángok közé. Lorrie hiába zárja magára az ajtót, a fojtogató füst lassan beáramlik az irodába. A nő levegő után kapkod, végül egy szék segítségével kitöri az üvegablakot. A beáramló szél huzatot okoz, melynek az iroda ajtaja képtelen ellenállni, és a légáramlat hatására Lorrie égő fáklyaként zuhan a mélybe. Ezalatt Lisolette két gyermeket próbál megmenteni, akik süketnéma édesanyjukkal az egyik emeleten ragadtak. A fojtogató füstben hiába veri a szobájuk ajtaját, nem tud bejutni hozzájuk. Szerencsére őt is meglátják az egyik biztonsági kamerán: Roberts és Jernigan indulnak a segítségére. Jernigan kihozza az eszméletlen anyát az égő lakásból, a hősies építész pedig sikeresen kimenti a gyerekeket. A lángok miatt csakis a lépcsőház felé tudnak menekülni. Ott viszont megsérült az egyik gázvezeték, és hamarosan robbanás történik: a lépcsőház egyik szakasza megsemmisül. Robertsnek sikerül biztonságban eljutnia a következő szintig a fémkorlát maradványai segítségével. Lisolette-nek és a gyerekeknek sincs egyéb lehetőségük, mint a tátongó mélység fölött lengedező fémcsövekbe kapaszkodva  megindulni lefelé…

## Így készült a film

### Az ötlettől a forgatókönyvig
Az Airport ’70 (1969) világsikere indította el az ún. katasztrófafilmek divatját. A Poszeidon katasztrófa (1972) kedvező fogadtatása végleg meggyőzte a filmmogulokat arról, hogy érdemes nagy összegeket befektetni az ilyen típusú filmek készítésébe, mert busás haszon várható. Az irányzat az 1970-es évek közepén érte el a tetőpontját: ekkor készültek a műfaj olyan klasszikusai, mint a Földrengés (1974), az Airport ’75 (1974), A Cassandra-átjáró (1976) és természetesen a Pokoli torony.
A Pokoli torony eredetileg két külön filmnek indult. A Warner Bros. 390 ezer dollárért megszerezte Richard Martin Stern The Tower című regényének megfilmesítési jogát. 8 héttel később a 20th Century Fox producere, Irwin Allen – A Poszeidon katasztrófa „atyja” – rátalált Thomas N. Scortia és Frank M. Robinson The Glass Inferno című könyvére, amely kitűnő alapnak ígérkezett egy újabb katasztrófafilmhez. Allen 400 ezer dollárt fizetett a jogokért. Meglehetősen rizikósnak ígérkezett két hasonló témájú, nagy költségvetésű filmet versenyeztetni a mozipénztáraknál, ezért a két filmgyártó cég úgy döntött, hogy egyesítik erőiket egy közös produkció létrehozására. A költségeket (14 millió dollár, ami az infláció miatt 2005-ben kb. 58 millió dollárnak felelt meg) megfelezték, ennek fejében a 20th Century Foxé lett az amerikai terjesztés joga, a Warner Bros. pedig a világ többi részén forgalmazhatta a filmet. A Forró éjszakában (1967) Oscar-díjas forgatókönyvírója, Stirling Silliphant kapta a megbízást, hogy forgatókönyvet írjon a két regény alapján. A cím megalkotása volt a legegyszerűbb feladat, hiszen csak kombinálni kellett a bestsellerek címeit. Sokkal nehezebb feladatnak ígérkezett a szereplők és a fordulatok összevonása egyetlen történetbe. Roger Simmons, Susan Franklin, Bob és Paula Ramsay a The Tower szereplői voltak, bár Simmons keresztneve a könyvben Paul volt, és nem Roger, Susan Franklin figuráját pedig Zib Wilsonnak hívták. Névváltoztatásra egyébként más szereplők esetében is sor került: Dan Bigelow keresztneve az eredeti történetben John volt, a tűzoltóparancsnok Michael O’Hallorhan eredeti neve Mario Infantino, az építész Doug Robertsé pedig Craig Wilson. A vállalkozót sem James Duncannek hívták eredetileg, hanem Wyndom Lirouxnak, Gary Parker szenátor pedig a könyvben a Wycoff nevet viselte. Mindkét regény szerzőjét a World Trade Center épülete ihlette meg, illetve annak lehetősége, hogy mi történhetne egy ilyen felhőkarcolóban tűzvész esetén. Richard Martin Stern az általa elképzelt 140 emeletes épületet egyenesen a Világkereskedelmi Központ északi tornya mellé helyezte.
Silliphant San Franciscóba tette át a cselekményt, és természetesen nemcsak átvett epizódokat a két könyvből, hanem el is hagyott motívumokat vagy megváltoztatott jeleneteket. Így például eredetileg Susan és Roger között korábban futó viszony volt, Roger nem hal meg, Jernigannek van egy állapotos felesége, a bárpincér Carlos életben marad (az értékes ital viszont odavész), Roberts segédkezik a külső lift kiszabadításában, O’Hallorhan és Roberts a bombák elhelyezése után repülővel távozik az épületből. A The Towerben bomba okozza a tüzet, a The Glass Infernóban egy eldobott cigaretta. Az előbbiben a tűz még a mentés befejezése előtt eléri a fogadás helyszínét mintegy 100 vendég halálát okozva, az utóbbiban a mentés helikopterrel zajlik, de a helyszínen maradottak is végül megmenekülnek, stb. A filmben látható mentőszék motívuma a The Towerből származik, a víztartályok felrobbantásának ötlete viszont a The Glass Infernóból. A forgatás megkönnyítése érdekében Silliphant forgatókönyvéhez William Creber egy több mint kétezer rajzból álló storyboardot készített.

### A szereposztás
A katasztrófafilmek sikerében a látvány mellett a szereposztásnak is döntő szerepe volt: a közönség tódult a mozikba, hogy kedvenc sztárjait vészhelyzetben lássa. Irwin Allen tisztában volt azzal, hogy a nézőszám megsokszorozódik, ha minél több közönségréteg kedvencét sikerül szerződtetni a filmhez. Az eredeti forgatókönyv Doug Roberts alakját állította a középpontba, O’Hallorhan parancsnoknak mintegy tíz oldal jutott a szkriptben. Roberts szerepét a pályája csúcsán álló Steve McQueennek ajánlották fel, a tűzoltóparancsnok szerepét pedig a kitűnő karakterszínésznek, Ernest Borgnine-nak szánták. McQueen elolvasta a forgatókönyvet, és sokkal érdekesebbnek találta O’Hallorhan figuráját, mint az építészét. Kijelentette, hogy amennyiben egy hozzá hasonló kaliberű sztár elvállalja Roberts szerepét, ő eljátssza a tűzoltóparancsnokot. A választás Paul Newmanre esett. Hollywoodi pletykák szerint McQueen nem lelkesedett különösebben Newmanért, már csak azért sem, mert kollégája lényegében kifúrta őt a Butch Cassidy és a Sundance kölyök (1969) című sikeres western szereposztásából, amikor George Roy Hill rendezővel egyetértésben McQueen helyett ragaszkodott az akkor még kezdőnek számító Robert Redford szerződtetéséhez. Steve állítólag a maga módján szerette volna visszaadni a kölcsönt Newmannek, és éreztetni akarta vele, hogy itt most ő a nagyobb sztár. Ragaszkodott ahhoz, hogy Newman egyetlen szóval se mondhasson többet a filmben, mint ő, ami egyrészt a forgatókönyv átdolgozását tette szükségessé, másrészt később a vágást sem könnyítette meg. Kikötése volt még, hogy a főcímben és a plakátokon az ő nevét kell elsőként feltüntetni. Ez nem volt könnyen teljesíthető kérés, hiszen ügyelni kellett Newman érzékenységére is. Úgy oldották meg az egyenlősdit, hogy kiemelték a két sztár nevét: McQueené volt az elsőség, az ő neve kapott helyet a bal oldalon, a jobb oldalon Newman neve azonban kicsivel magasabban szerepelt, így tehát tulajdonképpen a nézők olvasási szokásain (balról jobbra vagy fentről lefelé) múlt, hogy melyik sztár nevét látták meg elsőként. Az egyenlősdi a gázsikban is érvényesült: mindkét színésznek fejenként egymillió dollárt fizettek, plusz járt nekik a bevétel 7,5%-a. McQueen a szerződésébe belevett egy olyan kitételt is, hogy forgatás közben senkinek nem ad interjút, illetve a forgatásra látogatók sem közelíthetik meg őt. Utóbbi kitétel szerepelt Faye Dunaway szerződésében is. Dunaway a Pokoli torony készítése idején Hollywood legfoglalkoztatottabb fiatal színésznőjének számított, mindenki biztos volt abban, hogy rövidesen megkapja az Oscart.
Az idősebb korosztály kedvencei közül William Holdent szintén sikerült szerződtetni a filmhez. Ő ugyancsak szerette volna, ha a neve kiemelésre kerül a plakátokon és a főcímben, de az 1970-es évek elején már nem volt akkora sztár, mint McQueen vagy Newman, ezért erről az óhajáról le kellett mondania. Irwin Allen állítólag már A Poszeidon katasztrófához szerette volna megnyerni az úszónőből lett egykori filmcsillagot, Esther Williamst, de a színésznő azt is, és a Pokoli toronyra szóló felkérést is elutasította. Lisolette Mueller szerepét Olivia de Havillandnek ajánlották fel, ám az Oscar-díjas színésznő szintén visszautasította Allent. A szerepet végül Jennifer Jones, az 1940-es–1950-es évek egyik kedvelt színésznője kapta, aki mellesleg David O. Selznick producer felesége volt. Harlee Claiborne eljátszására a zenés-táncos filmek utolérhetetlen sztárját, Fred Astaire-t szerződtették. Az idős férfi emlékezetes alakítást nyújtott a rokonszenves szélhámos szerepében, és hűséges rajongói meghatódva nézték, amint az egyik jelenetben táncba viszi Jennifer Jonest. Richard Chamberlain számos sikeres mozifilmben játszott, Amerikában mégis főleg tévés sztárként tekintettek rá a Dr. Kildare című sorozatnak köszönhetően. Susan Flannery a Days of Our Lives című tévésorozatból került a Pokoli torony szereposztásába, Susan Blakely sikeres fotómodell volt. Az amerikaifutball-rajongókat O. J. Simpson szerepeltetésével kívánták a moziba csábítani. Robert Vaughn felháborodott azon, hogy szerepét megkurtították, és kijelentette, hogy nem fog több filmet csinálni Allennel. A kisebb szerepeket játszó színészek és statiszták egy része korábban közreműködött A Poszeidon katasztrófa elkészítésében is. A korosodó Sheila Matthews teljesen meghódította Irwin Allen szívét: a producer feleségül vette a színésznőt. Az egyik tűzoltó kicsiny szerepére Paul Newman fiát, Scott Newmant szerződtették. Sokan úgy vélték, a rokonszenves fiatalember jó eséllyel léphetett volna édesapja nyomdokába, ám Scott káros szenvedélyek rabja lett, és néhány évvel később gyógyszer-túladagolásban elhunyt. Szintén az egyik mellékszereplő tűzoltót alakítja Don Gordon, Steve McQueen legjobb barátja, akivel együtt játszott a Pillangóban is.

### A díszletek
A Pokoli torony új rekordot állított fel: addig még egyetlen filmhez sem építettek 57 díszletet, melyekből egyébként a forgatás befejezésével csak 8 maradt épségben. Négy stáb dolgozott a filmen: John Guillermin a drámai jelenetekért volt felelős, Irwin Allen az akciójeleneteket forgatta, Jim Freeman a légi jelenetek felvételeit intézte, Bill Abbott pedig a trükkfelvételeket irányította. A fő attrakció természetesen a 138 emeletes üvegtorony volt. Az elképzelések szerint ez egy futurisztikus, a jövőt megelőlegező épület volt, ennek megfelelően képzelték el a külsejét és a belső tereit. Kívül az üveg és a fém dominált: a kivilágított felhőkarcoló olyan volt, mint egy arany oszlop. Belül a geometriai formák uralkodtak, a bútorzat pedig egyszerre volt kortárs és futurisztikus. Arról persze szó sem lehetett, hogy a forgatás miatt a valóságban is megépítsék. A legfontosabb jelenetek leforgatásához maketteket építettek, melyek közül a legmagasabb több mint 30 méter volt. Egy néhány méterrel alacsonyabb makettet kifejezetten a tűzjelenetekhez építettek.
Felhasználtak valóban létező épületeket is: így például az előcsarnokban játszódó jeleneteket a San Franciscó-i Hyatt Regency Hotel előcsarnokában vették fel. Itt találhatók azok a külső üvegliftek, melyek a Pokoli toronyban is láthatók. (A filmből viszont kivágták azt a jelenetet, melyből kiderül, hogy csak azért egy panorámalift működik, mert a többi kettőhöz még nem építették ki a kábeleket a nyitóünnepségre.) Ugyancsak San Franciscóban, a California Street 555 alatt található a Bank of America épülete, amelyet a külső jelenetekhez használtak. A Westin St. Francis liftjében vették fel azt a jelenetet, melyben a prominens vendégek a külső liften utaznak a 138. emeletre, és feltárul előttük a város csodálatos esti panorámája. A vezérlőteremben és a víztartályoknál játszódó jelenetekhez a Los Angeles-i Century City szolgáltatta a helyszínt. A nyitójelenetben az üvegtorony képe valójában festett makett volt.
Az egyik legfontosabb díszlet a bálterem volt, amit a forgatás végére gyakorlatilag teljesen leromboltak. Ez a helyszín másfélszer nagyobb volt, mint amekkorát korábban A Poszeidon katasztrófa számára építettek. A mintegy 3 ezer négyzetméteres területen volt tánctér, számos asztal az étkezéshez, szökőkút, növények. A csúcsjelenetben mintegy 3800 m³ víz zúdul a bálterembe a hatalmas víztartályokból. Bár a forgatáson Hollywood legtapasztaltabb kaszkadőrei közül 200-an vettek részt Paul Stader vezetésével, maguk a főszereplők is több veszélyes mutatványt hajtottak végre. Stader azt nyilatkozta: „A legtöbb filmben ha valami félresikerül, akkor a kaszkadőr megsérülhet. Ha azonban a Pokoli toronyban valami nem jól sikerül, a kaszkadőr meg is halhatott volna.”

### A forgatás
|  | Alább a cselekmény részletei következnek! |

Harc a lángokkal

A tényleges forgatás 1974. május 9-én kezdődött, és 1974. szeptember 11-én ért véget. A legnagyobb problémát természetesen a tűz jelentette, ezért Allen mindent megtett a maximális biztonság érdekében. A tűzjelenetek felvételei során mintegy 30 tűzoltó volt folyamatosan jelen a San Franciscó-i és a Los Angeles-i tűzoltóságtól, illetve a filmstúdió tűzoltói közül. A San Franciscó-i tűzoltóság Jack Cavellero parancsnokot küldte a forgatásra műszaki tanácsadóként, a Los Angeles-i tűzoltóság részéről pedig Peter Lucarelli parancsnok feladata volt, hogy a színészek és a stáb biztonságát garantálja. Hogy megakadályozzák a tűz elterjedését, tűzbiztossá tették a mennyezetet és a falakat. Figyelni kellett az időtényezőre is, amikor a tűz teljes erővel ég. A tüzet propángáz segítségével állították elő, amely egy szeleppel szabályozott, kb. 2,5 cm átmérőjű csövön áramlott keresztül. Ezalatt a lángok ereje és a hőség a tűréshatárig fokozódott. A biztonság érdekében a Los Angeles-i tűzoltóság illetékese 20-30 másodpercben maximálta ezen felvételek hosszát. Joseph F. Biroc-nak (az akciójelenetek operatőre) tehát rendkívül kevés ideje volt arra, hogy forgasson, ráadásul a díszletek jellege korlátozta a kamera helyzetét.
Esetenként 8 kamerával forgattak, de legalább hármat mindig használtak. A legtöbb kamerát a báltermi jeleneteknél használták. Ezek elhelyezése nem volt egyszerű feladat, hiszen nemcsak arra kellett ügyelni, hogy a szereplők és az események látószögbe kerüljenek, hanem természetesen arra is, hogy a kamerák egymást ne „lássák”. A forgatáshoz egy új nyersanyagot, az Eastman Color Negative 5254-et használták. (Kivéve az Abbott által forgatott trükkfelvételeket.)
Allen nagy szabadságot adott a munkatársainak, ezért a biztonsági előírások betartása mellett sokféle megoldással kísérletezhettek: a producert csak az érdekelte, hogy mi mutat majd a legjobban a vásznon. Biroc szembesült a füst problémájával is, ami esetenként a jelenetek láthatóságát veszélyeztette. A probléma forrását a függönyök és az egyes szereplők öltözékén használt gumicement jelentette. A megoldás a függönyök lecserélése és a gumicement mennyiségének csökkentése volt.
A tűzjelenetek forgatásához általában nem kellett mesterséges világítást alkalmazni, de a végső csúcsjelenetben, a víztartályok felrobbantásakor már igen. Ez egy igen gondosan előkészített jelenet volt: előre meghatározták, a víznek hol kell átszakítania a mennyezetet. Fokozottan kellett ügyelni a biztonságra, nehogy a bezúduló víz elektromos rövidzárlatot okozzon. Bár a kamerákat tűzálló anyaggal vonták be, mégis átforrósódtak, így fennállt annak veszélye, hogy akár egyetlen vízcsepp széttöri a forró lencséket.
A bálterem ugyan 40 jelenet helyszínéül szolgált, de akciójelenetek forgatására természetesen máshol is sor került.
Kulcsfontosságú epizód volt például Dan Bigelow tűzhalála. A szerepet játszó Robert Wagner helyett egy kaszkadőr hajtotta végre a veszélyes mutatványt. Biztonsági okokból az illető maximum 30 másodpercig éghetett, és a kabátja alá rejtett oxigén mennyisége is korlátozott volt. Három kamerával vették fel a jelenetet, és minden tökéletesen sikerült.
Trükkel oldották meg azt a jelenetet, melyben a belső lift utasai elevenen elégnek. Két kamera a liftben tartózkodó utasok mögött helyezkedett el, a lift irányába csapó lángokat azonban egy átlátszó műanyag lemez felfogta. Hogy valóban olyan legyen a hatás, mintha a lángnyelvek végigsöpörnének a fülkén, Biroc további 5 kamera felvételeit használta fel, melyeket a tűz oldalán, a folyosón helyezett el. Ezekből három Steve McQueen reakcióit, illetve a tragédia bekövetkeztekor zajló eseményeket vette fel. Másik két kamera a liftet szemből vette fel, ahogyan bezáródik az ajtaja, melyen mintha keresztülcsaptak volna a lángok.
Blue screen technikával oldották meg a mélység illúzióját abban a jelenetben, amelyben Newman alatt felrobban a lépcsőház, és neki, valamint a Jennifer Jones által játszott Lisolette-nek és a két gyerekszereplőnek tátongó mélység fölött kell leereszkednie a fémkorlát maradványain.
Az eseménydús forgatás bővelkedett anekdotákban. Így például Irwin Allen állítólag az egyik báltermi jelenetben úgy érte el, hogy csodálkozás tükröződjön a szereplők arcán, hogy figyelmeztetés nélkül elsütött egy revolvert.
Steve McQueen és Paul Newman szinte mindegyik jelenetüket személyesen csinálták meg, beleértve azt az epizódot, amikor több köbméter víz zúdul a szereplőkre a bálteremben.
A legnagyobb elővigyázatosság ellenére az egyik jelenet felvétele során a tűz a tervezett határnál tovább terjedt. McQueen és felesége, Ali MacGraw színésznő éppen a stúdióban voltak, mikor a tűz hírét meghallották. A színész a felesége tudta nélkül azonnal beállt a valódi tűzoltók közé segíteni. Az egyik tűzoltó csak jóval később döbbent rá, hogy ki segédkezik mellette az oltásban. „Steve McQueen! A feleségem nem fogja elhinni!” – kiáltott fel a férfi. „Az enyém se” – válaszolta a sztár.

### A betétdal
Noha a film zenéjét a legendás John Williams szerezte, a legnagyobb figyelmet Al Kasha és Joel Hirschhorn betétdala, az Oscar-díjban részesült We May Never Love Like This Again (=„talán sohasem fogunk többé így szeretni”) keltette. Hirschhorn írta A Poszeidon katasztrófa betétdalát (The Morning After), amely ugyancsak Oscart nyert. Kézenfekvő lett volna, hogy Allen ismét őt kérje fel a filmdal megkomponálására, ám ezt a feladatot ezúttal John Williamsnek szánták. Hirschhorn ekkor demót készített a We May Never Love Like This Again-ből, és bevitte Allen irodájába. A producer bizonytalankodott, a titkára tanácsát kérte, akinek egyértelműen tetszett a dal. Williams sem sértődött meg azon, hogy végül Hirschhorn kapta a megbízást a betétdalra, sőt a zenei témát fel is használta Dan és Lorrie találkozásának jelenetében. Williams mellett egyébként Hirschhornnak még egy konkurenciája volt: Fred Astaire. A filmsztár igen rossz néven vette, hogy mellőzték az ő szerzeményét, ami Hirschhorn szerint rendkívül ódivatú volt, mintha az 1930-as években írták volna. A We May Never Love Like This Again előadására Maureen McGovernt kérték fel, aki a The Morning Aftert is sikerre vitte. (Ennek néhány motívuma egyébként felcsendül a filmben.) McGovern a véletlennek köszönhette a népszerűséget: a The Morning After előadására ugyanis eredetileg Barbra Streisandot szemelték ki, ő azonban lemondta a felkérést. McGovern valójában titkárnő volt, és csak hobbiból énekelgetett. Egyik demóját hallotta a 20th Century Fox Music vezetője, akinek megtetszett a lány hangja. A The Morning After Oscar-díja után egyértelmű volt, hogy a We May Never Love Like This Again előadására is Maureent kérik fel.

### Kihagyott jelenetek
Természetesen a Pokoli toronyhoz is több jelenetet vettek fel, mint amennyit a végső változatban felhasználtak, ám ezek egy részét a közönség már a DVD-korszak beköszönte előtt láthatta. Amikor ugyanis a film az amerikai tévécsatornák műsorára került, az érzékenyebb idegrendszerű nézők kedvéért néhány jelenetet megvágtak, cserébe viszont a filmbe illesztettek olyan epizódokat, melyek a moziváltozatban nem szerepeltek. Dramaturgiailag nem igazán fontos képsorokról van szó, többségük a filmben látható jelenetek előzménye vagy folytatása. Így például Harlee eredetileg nem akkor találkozik először Lisolette-tel, amikor az esti fogadás előtt érte megy. Hosszabb Susan és Doug ágyjelenete, a nő részletesebben beszél jövőbeni terveiről a szeretőjének. Hosszabb a polgármester megnyitó beszéde, illetve Duncan és Susan beszélgetése a party előtt, az ünnepség közben Susan és Patty beszélgetését is látjuk. Mintegy fél perccel hosszabb Maureen McGovern jelenete, lényegében végigénekli az egyébként nem hosszú betétdalt. Doug eredetileg megpróbálja rávenni Angelát, hogy egyedül másszon le a fémkorláton, de a gyerek nem meri megtenni. Az áramkimaradás jelenete hosszabb: a bálteremben gyertyákat gyújtanak, és közben Patty köszönetet mond apjának a boldog gyermekkoráért. A moziverzióhoz képest Dougnak több mindent kell megbütykölnie ahhoz, hogy működőképessé tegye a panorámaliftet stb.
Bennfentesek szerint csupán két jelenet van, amelyet a nézők mindmáig nem láthattak. Egy korai (nem hivatalos) változatban állítólag a film vége felé van egy olyan jelenet, melyben egy tűzoltó a bezúduló vízben halálos áramütést szenved. A jelenet storyboardja a 2006-os amerikai DVD-változaton megtalálható. Ugyancsak a film vége felé a Felton Perry által játszott tűzoltó vízbe fullad, és csak a víz felszínén úszó sisakja látható.

## Bakik
A legtöbb filmhez hasonlóan a Pokoli torony sem mentes a hibáktól. Néhány ezek közül:
- Amikor Duncan és Parker szenátor a bárpulthoz sétálnak, a háttérben a zenekar látható. Noha szól a zene, tisztán látható, hogy a dobos nem dobol.
- Az égő toronyról mutatott külső képek nincsenek összhangban azzal, ahogyan az épületben terjed a tűz. A lángok külső terjedése is gyors, a valóságban ekkora épületben a lángok lassabban terjednek.
- A tüzet okozó kábel valójában merev drótköteg több vörösréz vezetékből, emiatt nem tud lekonyulni, hogy tüzet okozzon a filmben látható módon.
- Amikor Doug felhívja Duncant, hogy értesítse Will Giddings balesetéről és a tűzről, a vállalkozó ezt mondja: „Nem fogok idegeskedni a 81. emelet egyik raktárában keletkezett tűz miatt.” Valójában Doug a beszélgetés során sem az emelet számát nem mondta Duncannek, sem azt, hogy raktárról van szó.
- A tűz a 81. emeleten keletkezett, és felfelé terjedt. O’Hallorhan parancsnok a megérkezése után az iroda- és raktárbérlők névsorát kéri Jernigantől, holott egy korábbi jelenetben azt hallottuk, hogy irodák és raktárak csak a 80. emeletig vannak.
- Amikor Duncan ellenőrzi az egyik lépcsőházat, hogy alkalmas-e a menekülésre, az ajtó megnyitása után füst tódul a bálterembe. Később Roberts ugyanezen a lépcsőházon keresztül lép a helyiségbe, de füstnek nyoma sincs.

## Magyar kritikai visszhang
„S mint minden végletes helyzetben, pőrén mutatkoznak meg az emberi jellemvonások, van, akit leleplez, van, akiről kiderül, hogy a szerény külső bátorságot takar. […] A film az elmúlt évek egyik legnagyobb kasszasikere Európában és Amerikában, s jóllehet világsztárok játszanak a főbb szerepekben […], valamennyi kritika és méltatás mindenekelőtt a technikai személyzet, a trükkmesterek szenzációs munkáját dicséri. A katasztrófa rémségein túl azonban a filmnek sikerül valamit érzékeltetnie abból a pénz és rekordok utáni hajszából is, amely nem ritkán ilyen eredményekhez vezethet”

(Filmszem, 1978. szeptember, 9. oldal)

## Főszereplők
| Szerep                                | Színész                                                      | Magyar hangja (1. szinkron) |
| ------------------------------------- | ------------------------------------------------------------ | --------------------------- |
| Michael O’Hallorhan tűzoltóparancsnok | Steve McQueen                                                | Oszter Sándor               |
| Doug Roberts építész                  | Paul Newman                                                  | Mécs Károly                 |
| James Duncan építési vállalkozó       | William Holden                                               | Bitskey Tibor               |
| Susan Franklin, Roberts barátnője     | Faye Dunaway                                                 | Felföldi Anikó              |
| Harlee Claiborne                      | Fred Astaire                                                 | Rátonyi Róbert              |
| Patty Simmons, Duncan lánya           | Susan Blakely                                                | Tóth Enikő                  |
| Roger Simmons, Duncan veje            | Richard Chamberlain                                          | Kovács István               |
| Lisolette Mueller                     | Jennifer Jones                                               | Tímár Éva                   |
| Harry Jernigan                        | O. J. Simpson                                                | Mácsai Pál                  |
| Gary Parker szenátor                  | Robert Vaughn                                                | Pathó István                |
| Dan Bigelow                           | Robert Wagner                                                | Gergely Róbert              |
| Lorrie                                | Susan Flannery                                               | Czigány Judit               |
| Mrs. Paula Ramsay                     | Sheila Allen (Sheila Mathews néven szerepel a stáblistán)    | N/A                         |
| Will Giddings                         | Norman Burton (Normann Burton néven szerepel a stáblistán)   | Szersén Gyula               |
| Robert Ramsay polgármester            | Jack Collins                                                 | N/A                         |
| Kappy                                 | Don Gordon                                                   | Uri István                  |
| Scott                                 | Felton Perry                                                 | N/A                         |
| Carlos                                | Gregory Sierra                                               | Szervét Tibor               |
| Mark Powers                           | Ernie F. Orsatti (Ernie Orsatti néven szerepel a stáblistán) | N/A                         |
| Angela Albright                       | Carlena Gower                                                | Vicsek Eszter               |
| Phillip Albright                      | Mike Lookinland                                              | Kolovratnik Krisztián       |
| Tengerésztiszt                        | Dabney Coleman                                               | Tolnai Miklós               |
| Fiatal tűzoltó                        | Scott Newman                                                 | N/A                         |

## Fontosabb díjak és jelölések

### Oscar-díj
- 1975 díj Fred J. Koenekamp, Joseph F. Biroc (legjobb operatőr)
- 1975 díj Harold F. Kress, Carl Kress (legjobb vágás)
- 1975 díj Al Kasha, Joel Hirschhorn (legjobb filmdal: We May Never Love Like This Again)
- 1975 jelölés Irwin Allen (legjobb film)
- 1975 jelölés Fred Astaire (legjobb férfi epizódszereplő)
- 1975 jelölés William J. Creber, Ward Preston, Raphael Bretton (legjobb díszlet)
- 1975 jelölés John Williams (legjobb filmzene)
- 1975 jelölés Theodore Soderberg, Herman Lewis (legjobb hang)

### Golden Globe-díj
- 1975 díj Fred Astaire (legjobb férfi epizodista)
- 1975 díj Susan Flannery (legígéretesebb új színésznő)
- 1975 jelölés Stirling Silliphant (legjobb forgatókönyv)
- 1975 jelölés Jennifer Jones (legjobb női epizódszereplő)
- 1975 jelölés Al Kasha, Joel Hirschhorn (legjobb filmdal: We May Never Love Like This Again)

### BAFTA-díj
- 1976 díj Fred Astaire (legjobb férfi epizodista)
- 1976 díj John Williams (Anthony Asquith-díj a filmzenéért, a Cápa című filmmel együtt)
- 1976 jelölés William J. Creber (legjobb díszlet)
- 1976 jelölés Fred J. Koenekamp (legjobb operatőr)

### David di Donatello-díj
- 1975 Irwin Allen (legjobb külföldi film)

## További információ
- Pokoli torony a PORT.hu-n (magyarul)
- Pokoli torony az Internetes Szinkronadatbázisban (magyarul)
- Pokoli torony az Internet Movie Database-ben (angolul)
- Pokoli torony a Rotten Tomatoeson (angolul)
- Pokoli torony a Box Office Mojón (angolul)